# Реабілітаційний центр «Парк хижаків Арден»
49°14′31″ пн. ш. 26°12′53″ сх. д. / 49.241944444444° пн. ш. 26.214722222222° сх. д.
Реабілітаційний центр «Парк хижаків Арден» — реабілітаційний центр для хижих диких тварин, створений в 2020 році розташований в Хмельницькій області на території Національного природного парку «Подільські Товтри».

## Історія
Реабілітаційний центр створений для збереження популяцій тварин, порятунку з неволі та адаптації їх до подальшого життя в дикій природі, а також популяризації основних видів хижаків, що населяють ліси України, розвитку екоосвіти та екотуризму (план організації центру був затверджений рішенням виконавчого комітету Сатанівської селищної ради № 7/2020 «Про погодження Плану організації території Реабілітаційного центру „Парк хижаків Арден“»). Центр створений за сприяння громадської організації Eco-Halych, ПрАТ"Об'єднання «Прогрес». Громадська організація Eco-Halych займалась створенням іншого центру — реабілітаційного центру диких тварин при Галицькому національному парку

## Територія

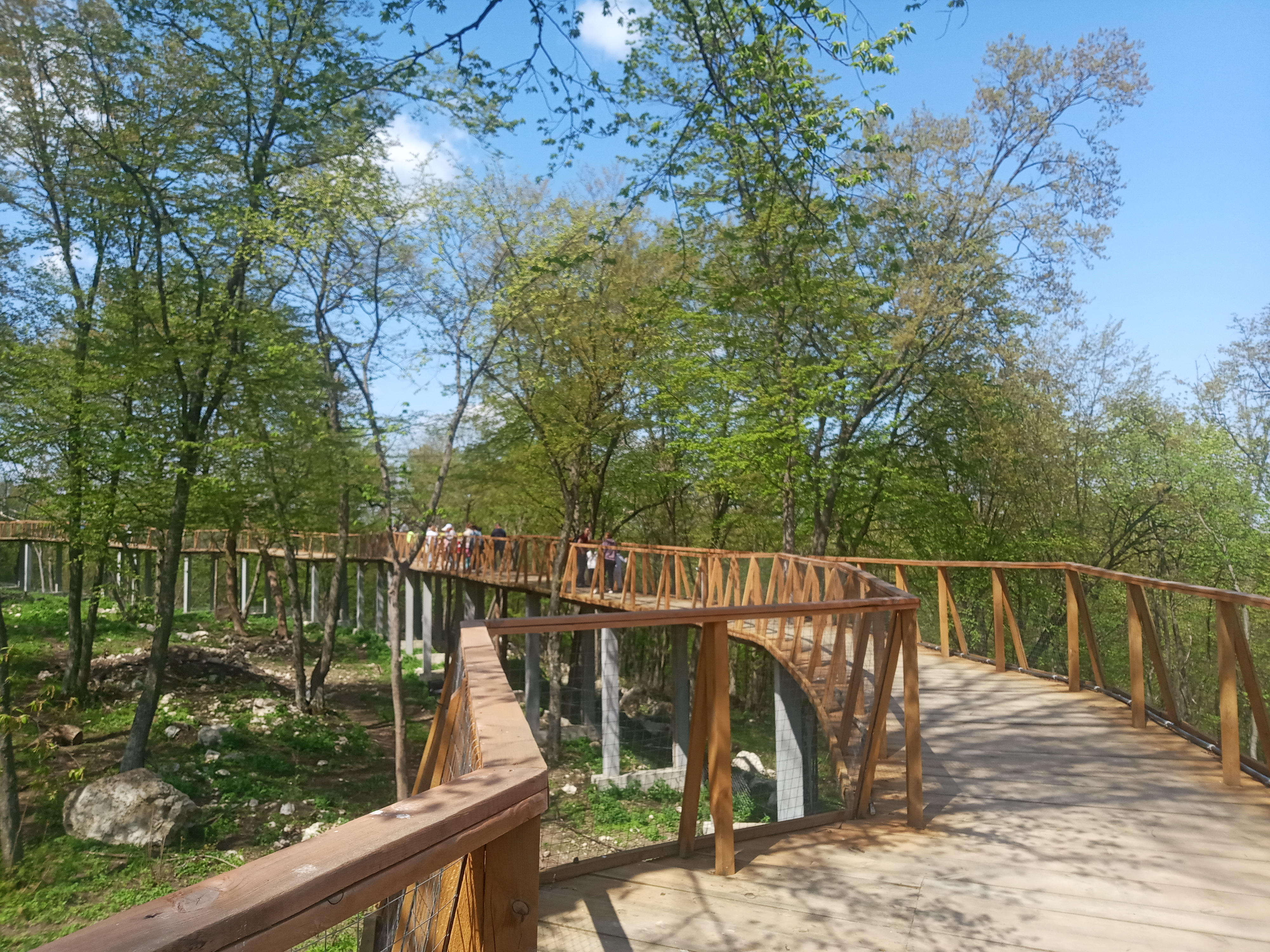
Стежка в парку

Площа території реабілітаційного центру, розташованого в лісі на території Національного природного парку «Подільські Товтри» складає 32,25 гектари. Парк безпосередньо розташований на лісових ділянках ДП «Ярмолинецьке лісове господарство» у кварталах 11 (виділи 2, 3, 6, 7, 9, 10) та 12 (виділи 1, 5, 6), розподілений на 8 частин, найбільша з яких площею 12 гектарів, розрахований на 10-12 ведмедів. По території на висоті близько 5 метрів розташований кілометровий оглядовий міст-галерея у формі підкови, який пролягає майже над усією територією парку. Частина лісу, в якій проживають ведмеді огорожена парканом, та в ній є карантинні загорожі площею близько гектара для перетримки ведмедів, а також побудовані берлоги та водойми для купання тварин.

## Реабілітація
В центрі тварин та птахів лікують, оперують, щеплюють і паспортують, адже більшість з них має проблеми із зубами, авітаміноз та інші проблеми із здоров'ям. Для цього створені карантинні вольєри та 3 кімнати для ізоляції, а для медичних маніпуляцій обладнана операційна кімната. В 2020 році половина з ведмедів впали в зимову сплячку, що може свідчити про їх реабілітацію.

## Тварини
За різними даними в центрі мешкає 24 ведмедів (з яких 22 бурі та 2 гімалайських), а також, 10 вовків, 6 благородних оленів, 10 лисів, орлан білохвіст, яструб, лелека.

### Ведмеді

#### Тоша
Ведмідь, точний вік якого невідомий, хоча згідно ветеринарного паспорту він народився в 1993 році. До реабілітаційного центру ведмідь перевезений з Старого Салтова Харківської області, де він мешкав близько 7 років та ще 20 років жив в пересувному цирку. Спокійна та чутлива тварина з сильними проявами стереотипії. Живе у щільній рослинності адаптаційного вольєру. До центру надійшов в липні 2020 року.

#### Міша та Маша
Ведмеді (2013 р.н.). переїхали з Харківської області (жили разом з Тошею та Гошею) з вольєрі з бетонною підлогою. Живуть у одному вольєрі з та декількома косулями. Вважається, що вони є братом і сестрою. До центру надійшли в липні 2020 року.

#### Міхей
Міхей має світло-кремове забарвлення хутра. Ведмідь використовувався в АР Крим як розвага для відпочиваючих, та після того як почав проявляти агресію, його вирішили приспати. Проте його забрали до себе мешканці Сумській області, звідки вже пізніше добровільно передали його до реабілітаційного центру.

#### Яник

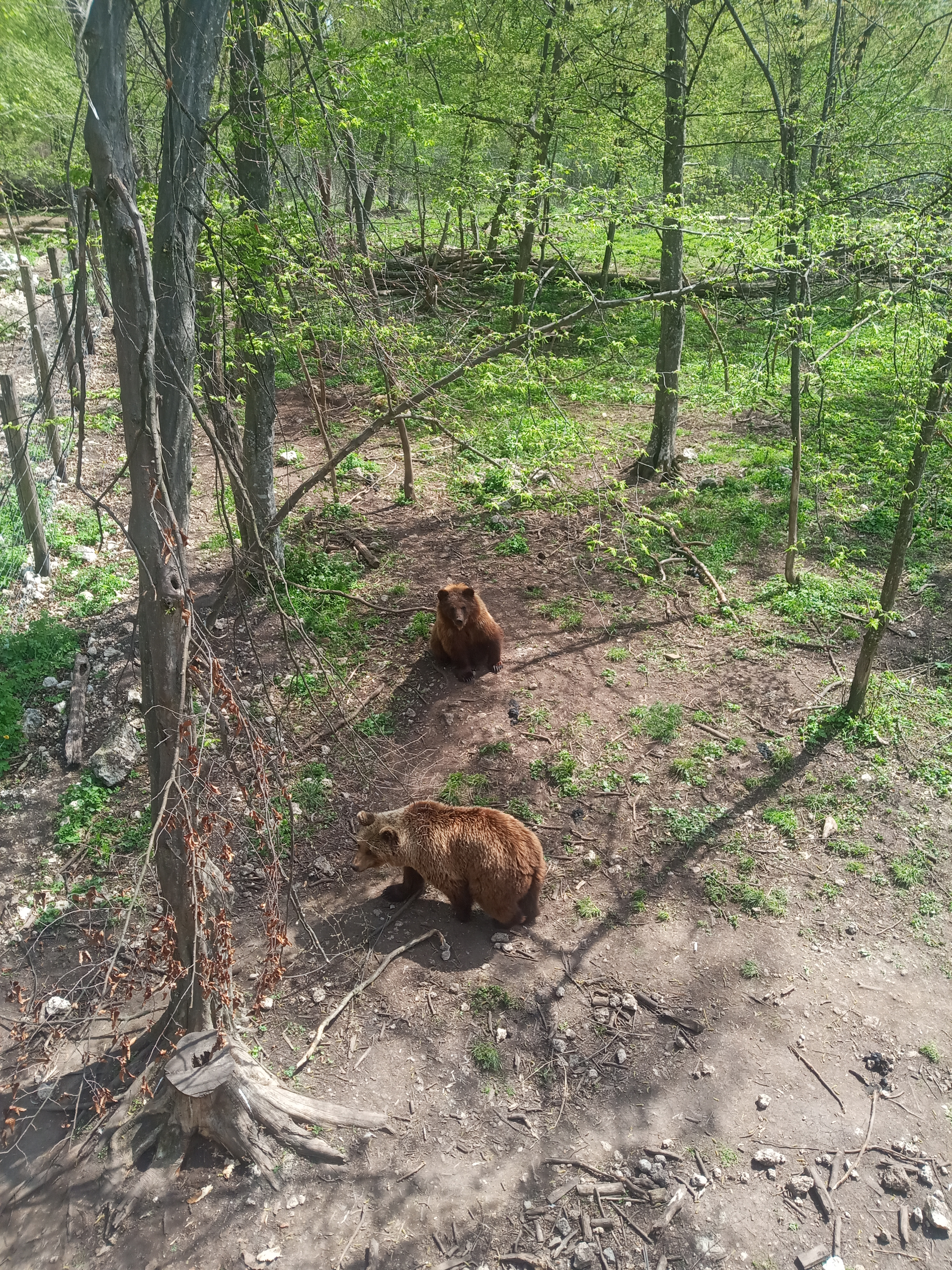
Ніна і ведмежа Бодя

Яник — дорослий ведмідь, який переїхав з с. Хриплині (Івано-Франківська область), де мешкав в приватному господарстві, бе мав бути створений зоопарк.

#### Ірка
Ірка є гімалайською ведмедицею віком близько 15 років. Проживала в мисливському господарстві одного з лісництв Київської області. Наразі живе у одному з вольєрів з іншими ведмедями Яником та Гошею.

#### Молоді ведмеді
В парку проживають такі молоді бурі ведмеді з кличками Даша, Ася, Бублик, Коржик.

#### Ніка і Бодя
Ніна є мамою Боді, якому орієнтовно півтора року.

#### Василь, Тайсон, Василину
Ведмеді разом проживали на підприємстві «Явсон» (с. Стопчатів, Косівський район), звідки за рішенням суду їх передали до реабілітаційного центру. Через неналежні умови поводження з тваринам вони не набрали достатньої для їх віку ваги, мають порушення рухливості тазово-стегнових суглобів. В їх вольєрі також проживають лисиці.

#### Ведмежа сім'я з п'яти ведмедів

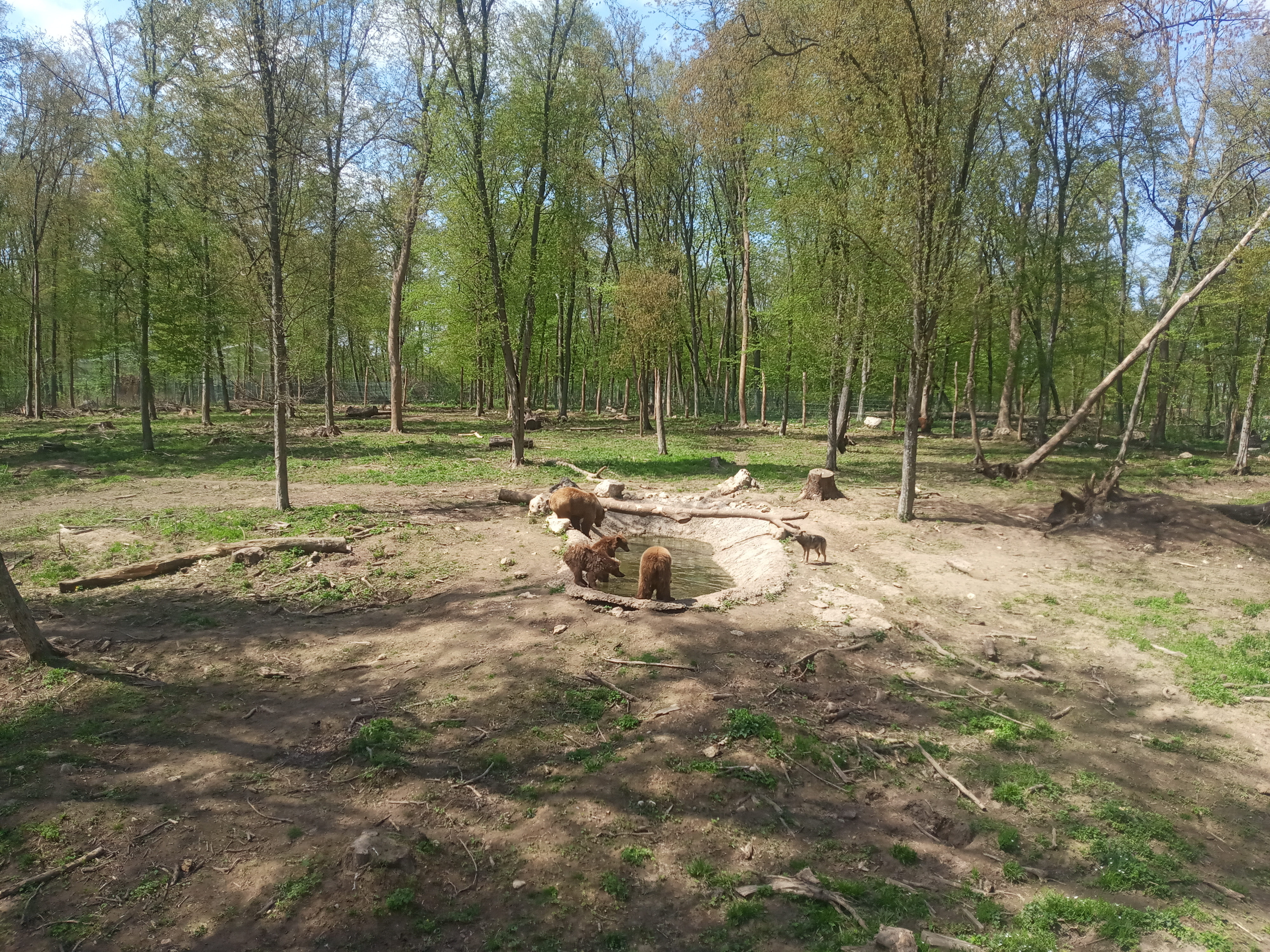
Ведмеже сімейство і вовк

В 2021 році потрапили до парку з Хмельницького реабілітаційного центру для диких тварин. Ведмежа сім'я з п'яти ведмедів складається з бурих карпатських ведмедів Пафнутій (10 років) і Даша (6 років) а також їх ведмежата Юля Степаша, Маша. Старші ведмеді працювали в цирку, а їх потомство народилось уже в Хмельницькому реабілітаційному центрі для диких тварин. Зокрема Дашу покинули в пересувному цирку в Летичеві. Ведмеді були вилучені за рішенням суду. За словами керівника, він був не проти вилучення ведмедів до іншого реабілітаційного центру або притулку, адже не міг забезпечити належні умови утримання ведмедів та нові норми площі вольєрів, які складають 200 кв. м. на одного ведмедя.

### Вовки
На території парку мешкають дві вовчі зграї з 10 вовків, які вживаються з ведмедями. До цього частина з вовків жили в погоних умовах в хліві для свиней. Однією зграєю керує вовчиця Багіра, а іншою Чака. Також в зграях є Чугай і Лісна, переїхали з Карпат, Темний та Ніжна з Хмельницького реабілітаційного центру для диких тварин. Один із вовків переїхав з Чернігова, де місцеві прихистили цуценя, яке згодом виросло в молодого вовка Бані.

### Орлан
Семирічний орлан білохвіст Толік був вилучений літом 2021 року Держекоінспекцією Карпатського округу спільно з поліцією в фотографа в Яремчі, який утримував його без будь-яких документів. Птах не вміє літати.

### Олені

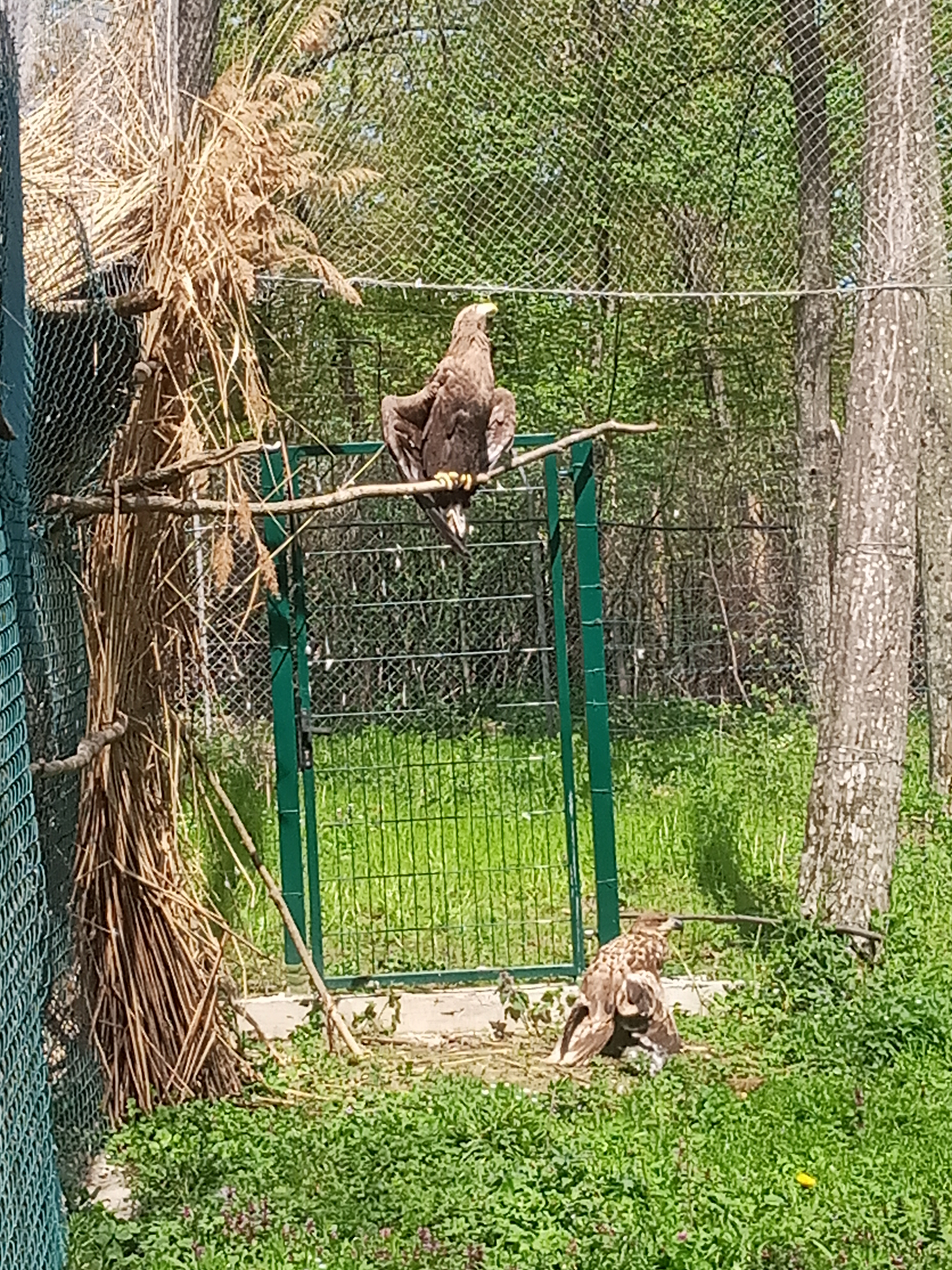
Орлани білохвості

В парку проживає 6 благородних оленів (2 самця та 4 самиці) Вони переїхали до центру з еко-парку села Радовичі Ковельського району Волинської області. Проживають на території вольєра площею 6 га.